# Acalypha klotzschii
Acalypha klotzschii är en törelväxtart som beskrevs av Henri Ernest Baillon. Acalypha klotzschii ingår i släktet akalyfor, och familjen törelväxter. Inga underarter finns listade i Catalogue of Life.